# Facundo Cardozo
Facundo Cardozo est un footballeur argentin né le 6 avril à Buenos Aires. Il évolue au poste de défenseur au CA San Miguel.

## Palmarès
- Vainqueur du championnat des moins de 20 ans de la CONMEBOL en 2015 avec l'équipe d'Argentine U20